# Campichthys galei
Campichthys galei är en fiskart som först beskrevs av Paul Georg Egmont Duncker 1909.  Campichthys galei ingår i släktet Campichthys och familjen kantnålsfiskar. Inga underarter finns listade.